# Жировић
Ћировић је насељено мјесто у граду Ливну, Босна и Херцеговина.

## Становништво
|           | 2013.        | 1991.        | 1981.        | 1971.        | 1961.        |
| Укупно    | 344 (100,0%) | 389 (100,0%) | 358 (100,0%) | 380 (100,0%) | 421 (100,0%) |
| Хрвати    | 344 (100,0%) | 386 (99,23%) | 358 (100,0%) | 377 (99,21%) | 406 (96,44%) |
| Остали    | –            | 3 (0,771%)   | –            | –            | –            |
| Бошњаци   | –            | –            | –            | 3 (0,789%)1  | 14 (3,325%)1 |
| Црногорци | –            | –            | –            | –            | 1 (0,238%)   |

1. 1 На пописима од 1971. до 1991. Бошњаци су пописивани углавном као Муслимани.